# Lindackeria ovata
Lindackeria ovata är en tvåhjärtbladig växtart som först beskrevs av George Bentham, och fick sitt nu gällande namn av Ernest Friedrich Gilg. Lindackeria ovata ingår i släktet Lindackeria och familjen Achariaceae. Inga underarter finns listade i Catalogue of Life.